# Cộng hòa Danzig
Thành phố tự do Danzig, còn được gọi là Cộng hòa Danzig, là một thành quốc bán độc lập, được thiết lập bởi Napoleon vào ngày 9 tháng 9 năm 1807, trong các cuộc chiến tranh của Napoléon theo hòa ước Tilsit (7-9.9.1807) sau khi quân đội Napoleon đã chiếm được thành phố này vào tháng 5. Sau khi Napoleon bị đồng minh đánh bại, trong Đại hội Viên 1814, Danzig được trao trở lại cho vương quốc Phổ.